# ماينينغن
ماينينغن (بالألمانية: Meiningen) هي بلدة ألمانية تقع في ألمانيا في تورينغن. يقدر عدد سكانها بـ 20,966 نسمة .

## المدن التوأمة
مدن نوي-أولم، أوبرتسهاوزن، Bussy-Saint-Georges و ماينينغن هي مدن توأمة لـماينينغن.

## معرض صور

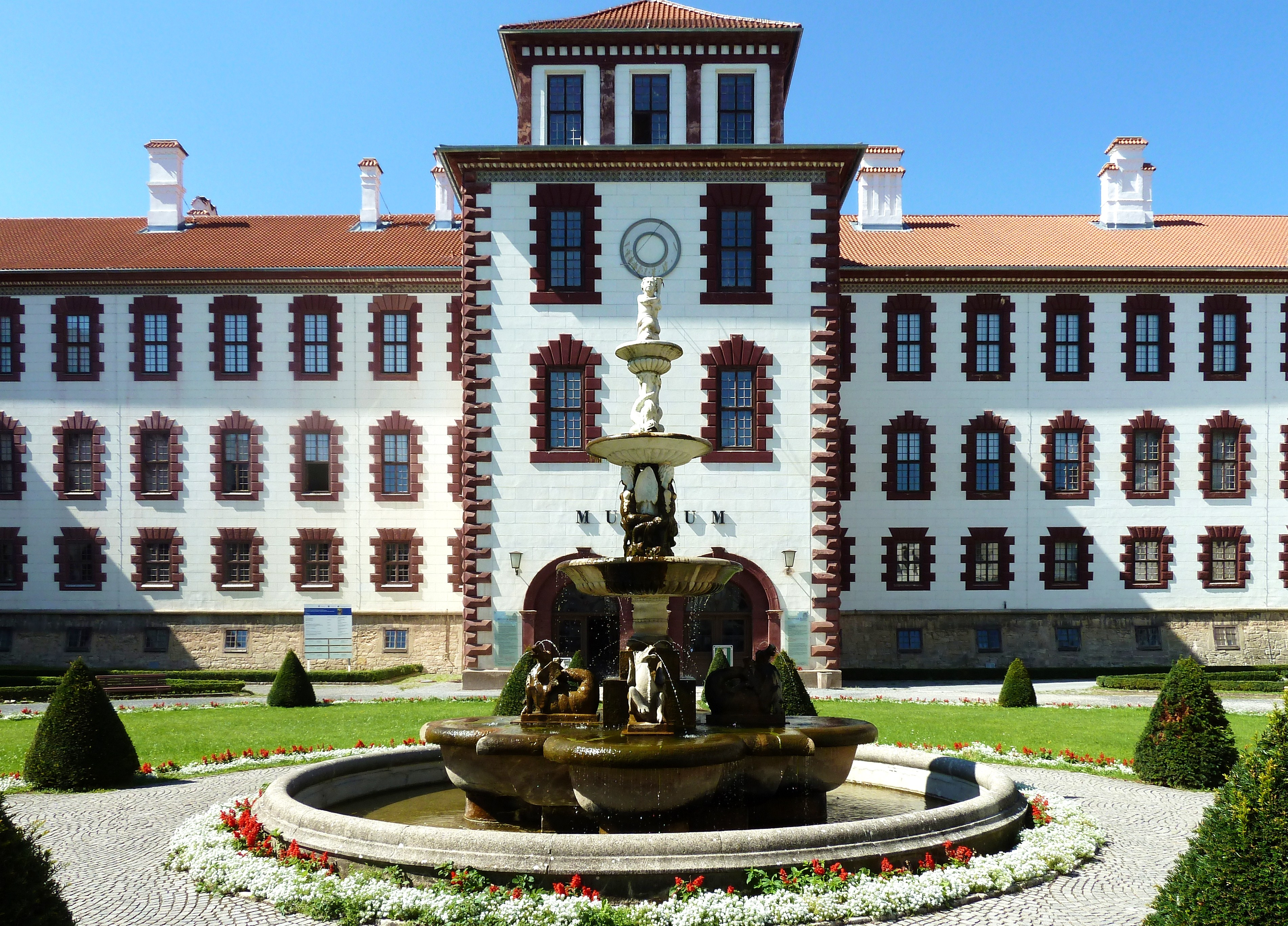
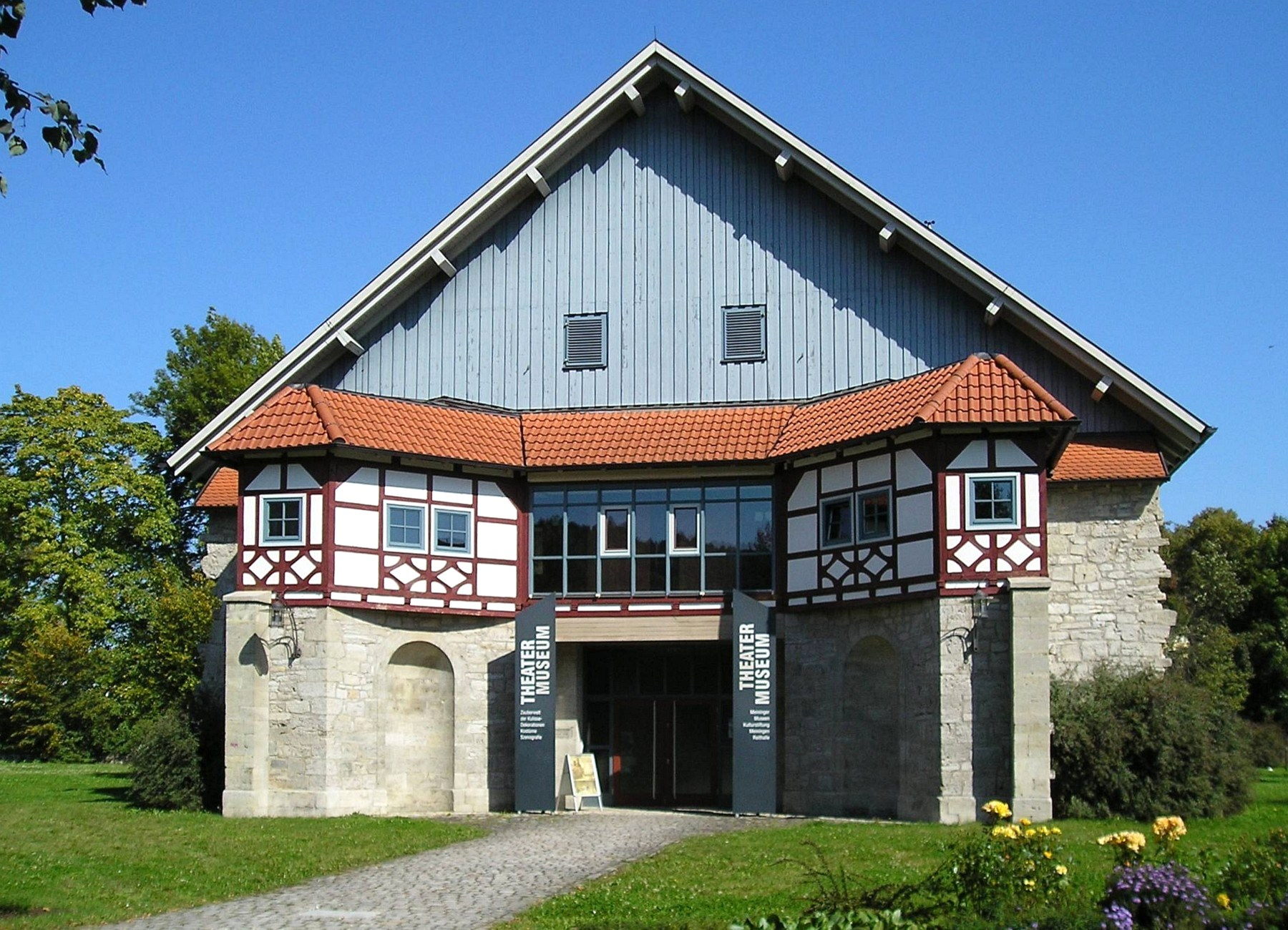
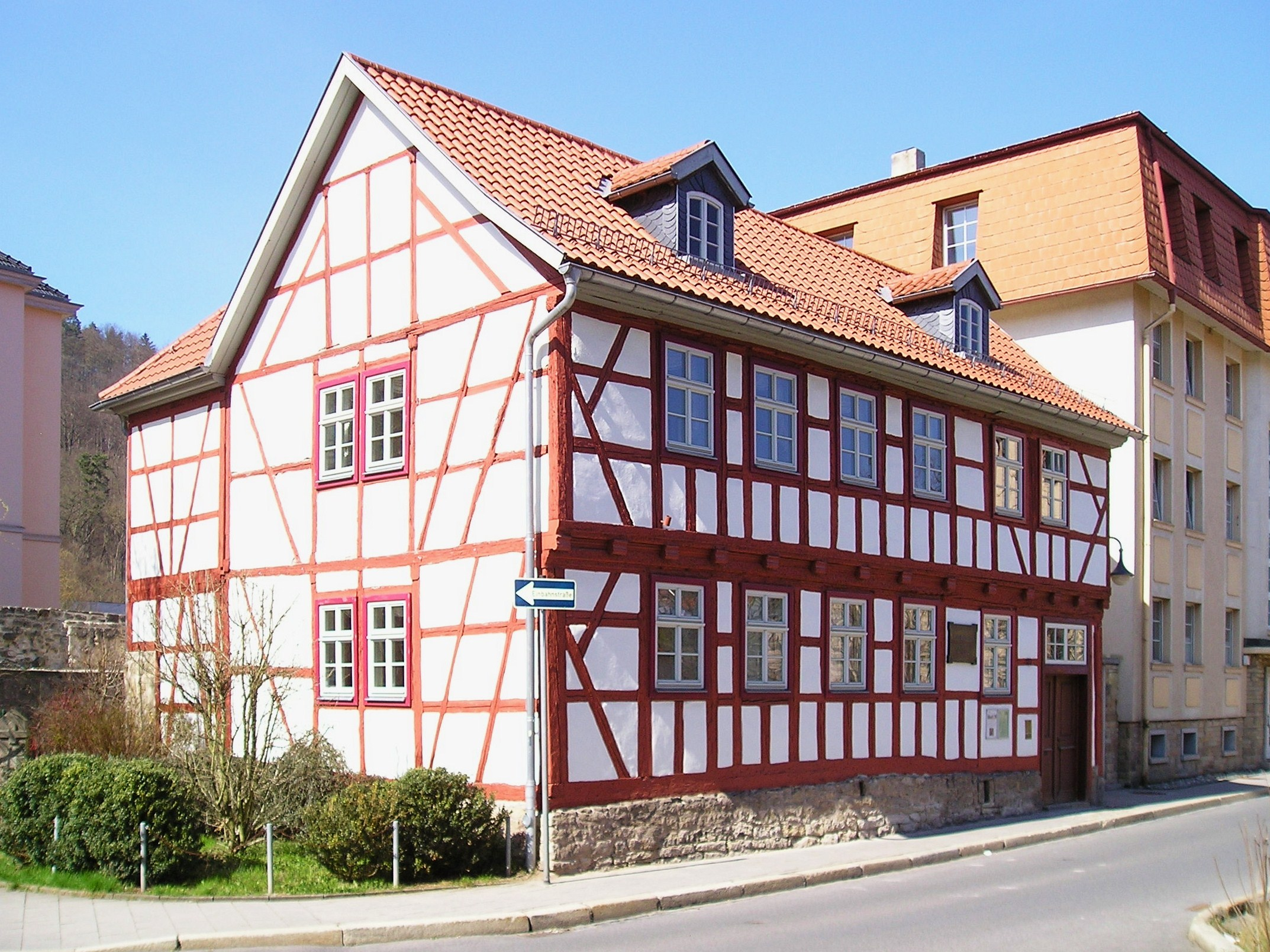
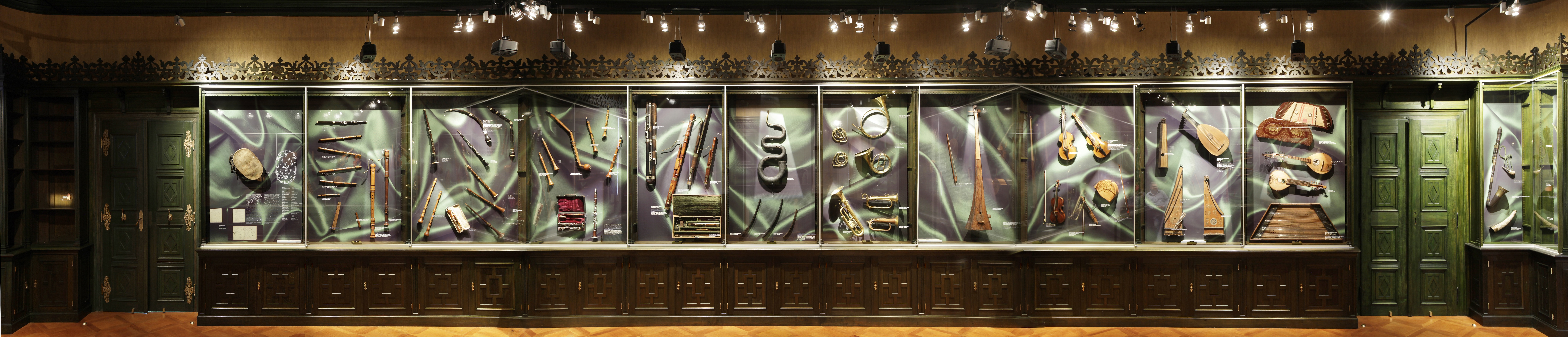
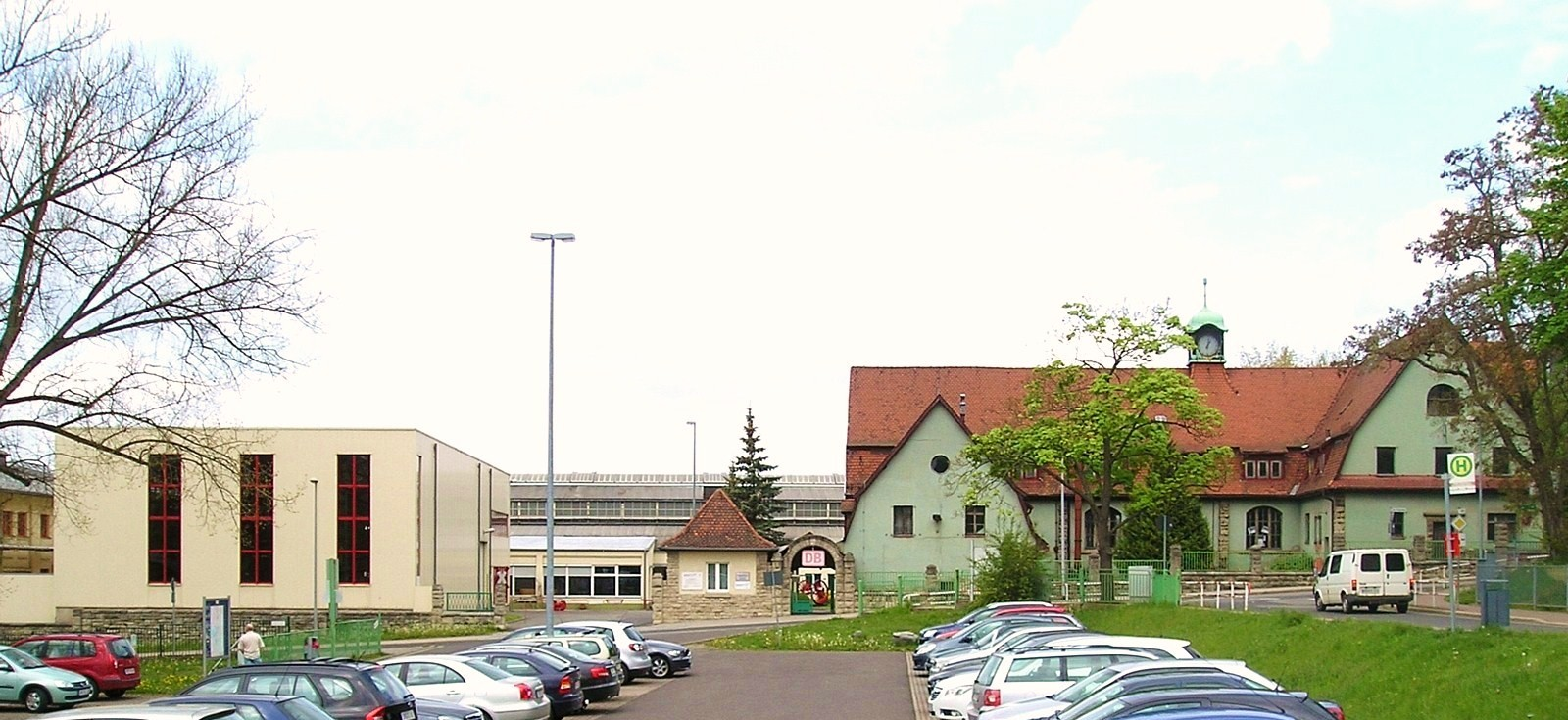
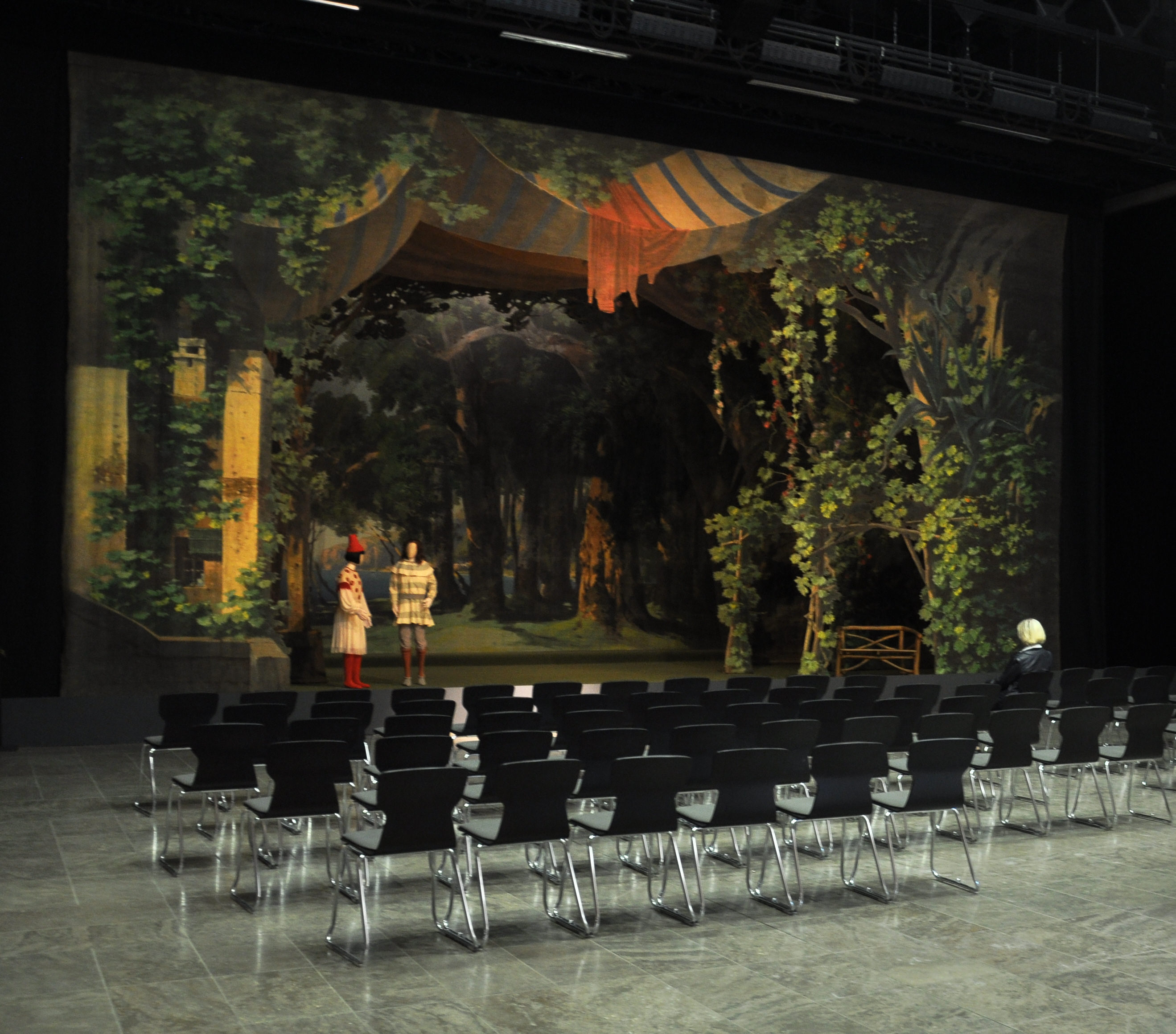

## أعلام
- موريتز هاينريخ رومبرغ
- بيرتز برنشتاين
- لودفيغ بيشتاين
- كارل إيبرت
- كارل أدولف باومباخ
- إلين فرانز
- برنارد الأول، دوق ساكس ماينينغن
- فريدريك فلايشمان
- أوقست شلايشر
- ماري لويس كلاوديوس
- رودلف باومباخ